# Kamienna Laworta
Kamienna Laworta (769 m n.p.m.) – szczyt w Górach Sanocko-Turczańskich, górujący nad Ustrzykami Dolnymi. Na południowy wschód od głównego wierzchołka położony jest drugi, o wysokości 759 m n.p.m. Na północnym stoku góry znajduje się Stacja Narciarska Laworta. Jest to również dobry teren do uprawiania paralotniarstwa.

## Szlaki turystyczne[1]
- szlak Rzeszów – Grybów na odcinku Ustrzyki Dolne – Kamienna Laworta – Dźwiniacz Dolny – Jureczkowa:
  - z Ustrzyk Dolnych 1.20 godz. (z powrotem 1 godz.)
  - z Jureczkowej 5.20 godz. (z powrotem 5 godz.)

Przez Lawortę biegną też szlaki spacerowe.
- Ustrzyki Dolne – Kamienna Laworta – Mały Król – Ustrzyki Dolne (na odcinku z Ustrzyk na szczyt razem ze szlakiem niebieskim; czas przejścia całości: 3.40 godz.)
- Kamienna Laworta (759 m n.p.m.) – Mały Król (1 godz.)